# فيليبي رودريغوس دوس سانتوس
فيليبي رودريغوس دوس سانتوس هو لاعب كرة قدم برازيلي، ولد في 31 أكتوبر 1995 في ساو باولو في البرازيل. لعب مع نادي سانتوس.

## وصلات خارجية
- فيليبي رودريغوس دوس سانتوس على موقع قاعدة بيانات كرة القدم.إي يو (الإنجليزية)
- فيليبي رودريغوس دوس سانتوس على موقع Soccerway.com (الإنجليزية)
- فيليبي رودريغوس دوس سانتوس على موقع عالم كرة القدم.نت (الإنجليزية)